# Музейний кампус

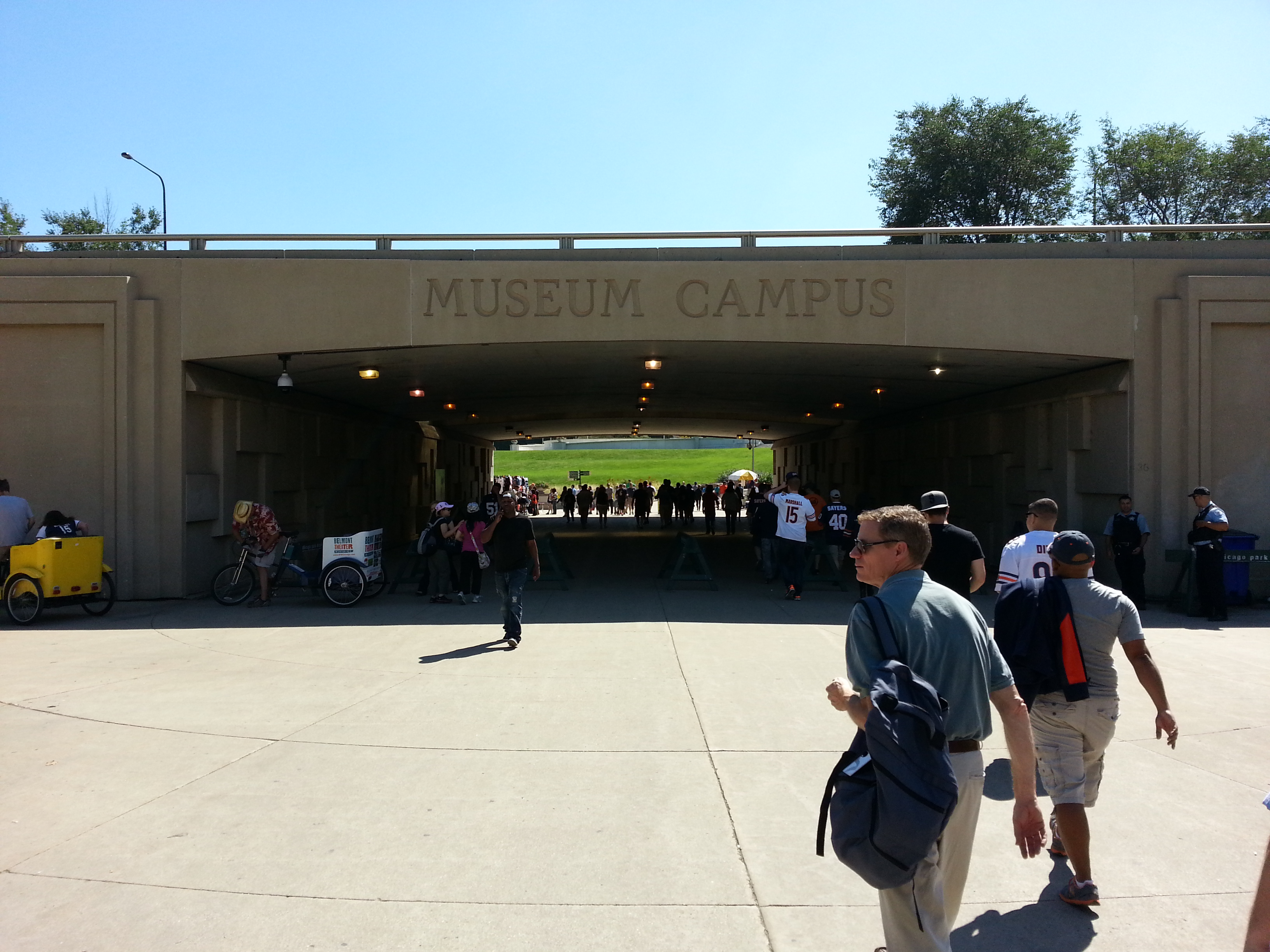
Вхід до кампусу через тунель під Lake Shore Drive

Музейний кампус Чикаго (англ. Museum Campus) — парк на березі озера Мічиган у Чикаго. Площа становить 23 гектари (230 000 м²). На території кампусу знаходяться три експозиції міста: Планетарій Адлера, Акваріум Шедда та Філдівський музей природної історії, а також футбольний стадіон Солджер-філд.
Музейний кампус був створений з метою зробити околиці музеїв більш зручними для пішоходів. Тут були розбиті квіткові клумби, розсаджені дерева, прокладені доріжки для прогулянок і бігу. Променад уздовж Solidarity Drive являє собою вузький перешийок, що з'єднує Північний острів з основною частиною міста. Уздовж Solidarity Drive встановлено кілька бронзових монументів Тадеушу Костюшко, Карелу Гавлічеку-Боровському та Миколаю Копернику.
Музейний кампус було офіційно відкрито 4 червня 1998 року, коли смуги Lake Shore Drive, що вели на північ, було перенесено на захід від Солджер-філду до смуг, що вели на південь. 
24 червня 2014 року газета Chicago Sun-Times повідомила, що Чикаго було обрано містом для спорудження Музею нарративного мистецтва імені Лукаса (англ. Lucas Museum of Narrative Art). З відкриттям музею, що заплановане на 2018 рік, Музейний кампус розшириться у південному напрямку.

## Галерея

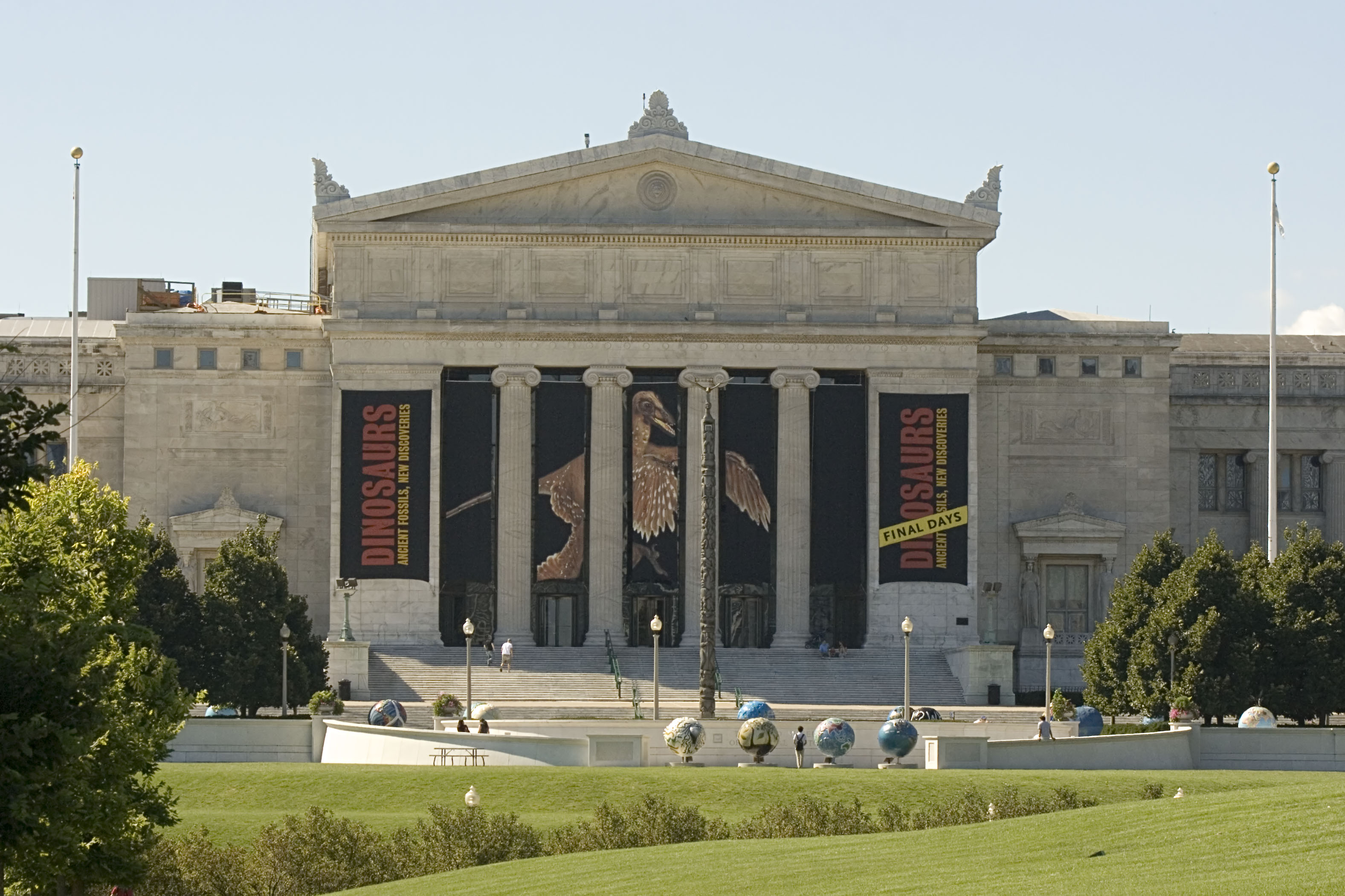
Філдівський музей природної історії
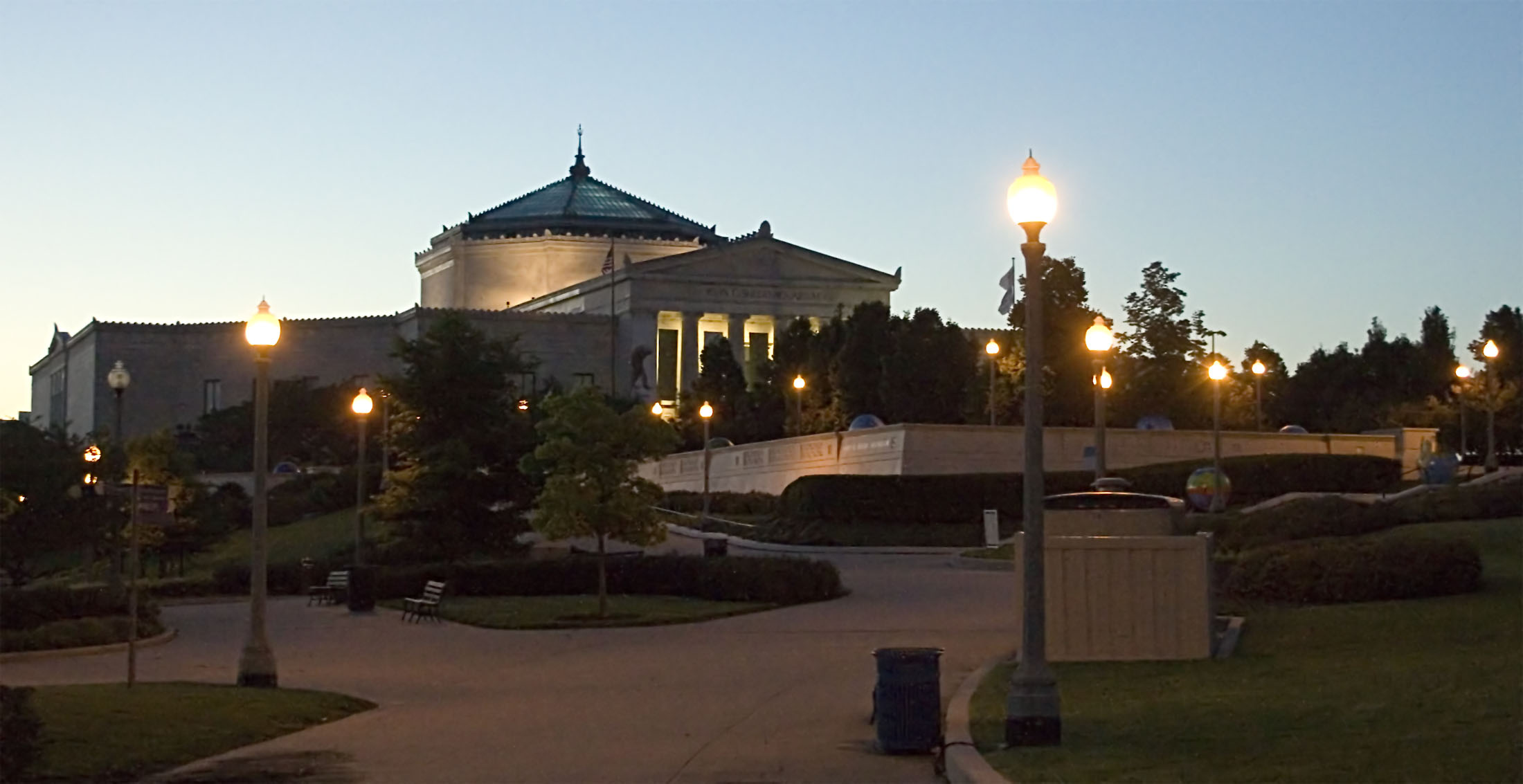
Акваріум Шедда під час сходу сонця
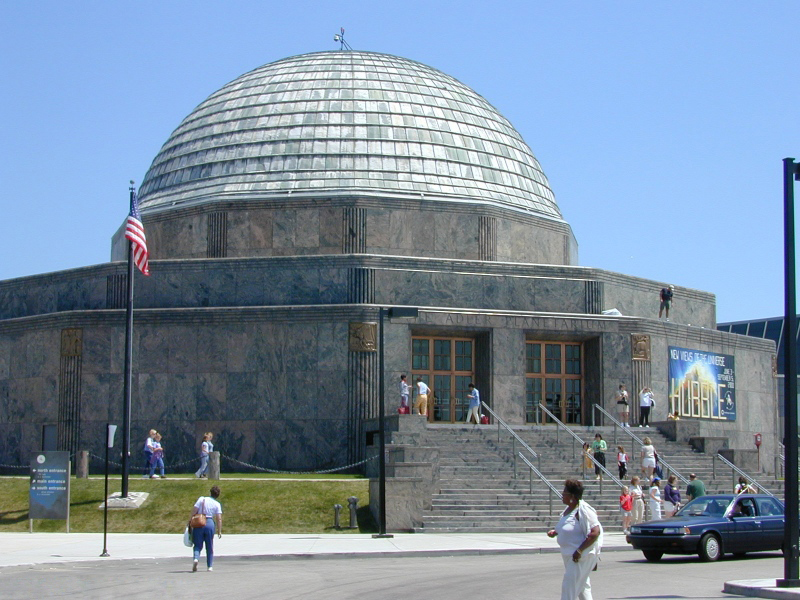
Планетарій Адлера
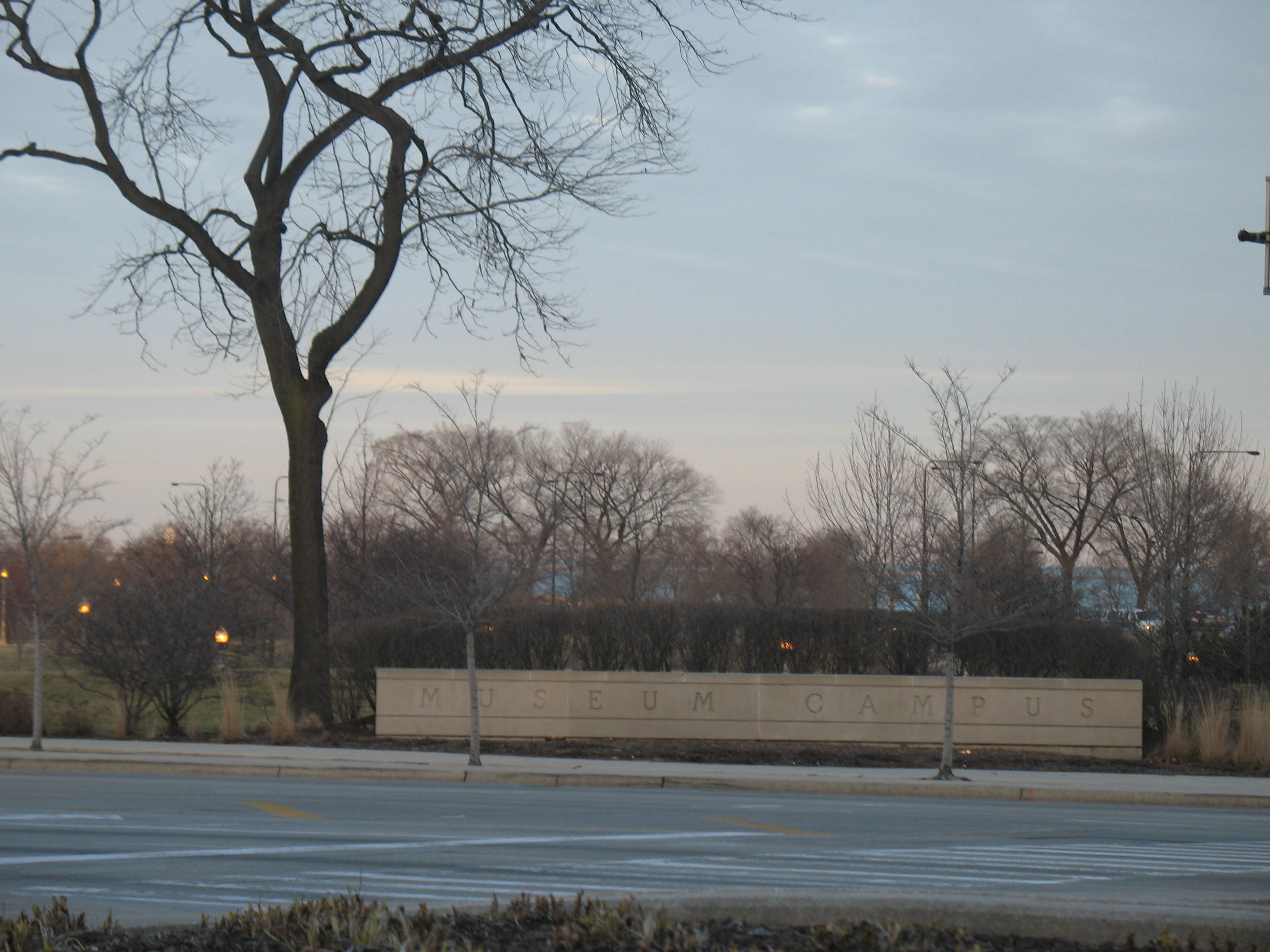
Вхід до кампусу з боку Грант-Парку